# WILD FLAG
 WILD FLAG（ワイルド・フラッグ）は、日本のハードロックバンド。

## 略歴
- 1991年、VOW WOWを解散した山本恭司が、満園庄太郎と満園英二の兄弟リズムセクションと結成。
- 1993年活動停止、後に活動再開し現在に至る。
- 1995年、BOW WOWが新しいメンバーで結成されることになり、正式にオーディションを受けて満園兄弟が参加、新生BOW WOWと呼ばれたこのバンドには結果的にWILD FLAG全員が揃うことになった。

## ディスコグラフィ

### アルバム
- 『Wild Flag』（1992年5月）
- 『THREE FACES』（1992年10月）
- 『WILD LAND』（1993年7月）

いずれもEMIミュージック・ジャパンより発売

### シングル
- 『Wild Land / Play For The Night』（1993年6月）

東芝EMIより発売

### DVD
- 『WILD FLAG LIVE 2005』（2006年8月）

ワイルドランドより発売